# Epizod afektywny mieszany
Stany mieszane (ang. mixed states)  – zespoły psychopatologiczne obserwowane w przebiegu nawracających zaburzeń afektywnych, charakteryzujące się jednoczesnym występowaniem objawów depresji i manii. Utrzymywanie się stanów mieszanych przez odpowiednio długi czas uprawnia do rozpoznania epizodu afektywnego mieszanego, występującego praktycznie jedynie w przebiegu zaburzenia afektywnego dwubiegunowego. W szerszym ujęciu mianem stanów mieszanych określane bywają wszystkie zespoły afektywne z objawami depresji i manii (takie jak np. depresja agitowana). Kryteria ICD-10 nie traktują tych zespołów jako stanów mieszanych, podobnie było w klasyfikacji DSM-IV. W klasyfikacji DSM-5 wprowadzono wyróżnik „z cechami mieszanymi” (ang. with mixed features), który może uzupełniać rozpoznanie manii w przebiegu zaburzeń afektywnych dwubiegunowych typu 1, hipomanii w przebiegu zaburzeń dwubiegunowych typu 1 i 2, i epizodu depresyjnego w przebiegu zaburzeń dwubiegunowych lub dużej depresji. Stany mieszane jako pierwszy opisał i nazwał (niem. Mischzustände, Mischformen) Emil Kraepelin w 5. wydaniu swojego podręcznika z 1896 roku, dokładnie scharakteryzował je Wilhelm Weygandt w monografii z 1899 roku.

## Podział
Emil Kraepelin wyróżniał kilka postaci stanów mieszanych:
- depresję z gonitwą myślową (niem. ideenflüchtige Depression)
- depresję z pobudzeniem psychoruchowym (niem. erregte Depression)
- manię depresyjno-lękową (niem. depressive Manie)
- manię nieproduktywną (niem. nörgelnde Manie)
- manię zahamowaną (niem. gehemmte Manie)
- manię gniewliwą (niem. zornige Manie, Zorntobsucht)
- osłupienie maniakalne (niem. manischer Stupor).

## Epidemiologia
Epizody afektywne mieszane w przebiegu zaburzenia afektywnego dwubiegunowego występują częściej u kobiet, u młodzieży, u osób z współistniejącym uzależnieniem, z przebiegiem typu rapid cycling. Uważa się, że mogą być powikłaniem nieprawidłowej farmakoterapii (np. stosowania leków przeciwdepresyjnych w monoterapii). Ich faktyczna częstość jest trudna do oszacowania, w zależności od zastosowanych kryteriów dotyczą 5–70% epizodów afektywnych.

## Rozpoznanie
Według kryteriów ICD-10 epizod afektywny mieszany w przebiegu zaburzenia afektywnego dwubiegunowego (F31.6) może być rozpoznany, gdy objawy depresji i manii współwystępują przez co najmniej 14 dni. Obie grupy objawów muszą dominować przez większą część nawrotu. Pojedynczy epizod mieszanych zaburzeń afektywnych (F38.00) rozpoznaje się gdy spełnione są oba te warunki, i gdy jest to pierwszy epizod afektywny w życiu pacjenta. Osłupienie maniakalne objęte jest kategorią manii z objawami psychotycznymi (F30.2).